# 道の駅こもち
道の駅こもち（みちのえき こもち）は、群馬県渋川市にある国道17号の道の駅である。
2000年（平成12年）8月18日に旧子持村によって登録され、まちの駅（白井宿の駅）にもなっている。

## 施設
- 駐車場（普通車177台、身障害者用2台、大型車41台）[1]
- トイレ（男14、女15、身体障害者用2）
- 公衆電話
- 白井宿ふるさと物産館
- 食創庵（お食事処）
- 無料休憩所

## 休館日
- 毎月第3火曜日（変更の場合あり）
- 1月1日
- 1月第3水曜日

## 道路
- 国道17号（鯉沢バイパス）・国道353号重複

## 周辺

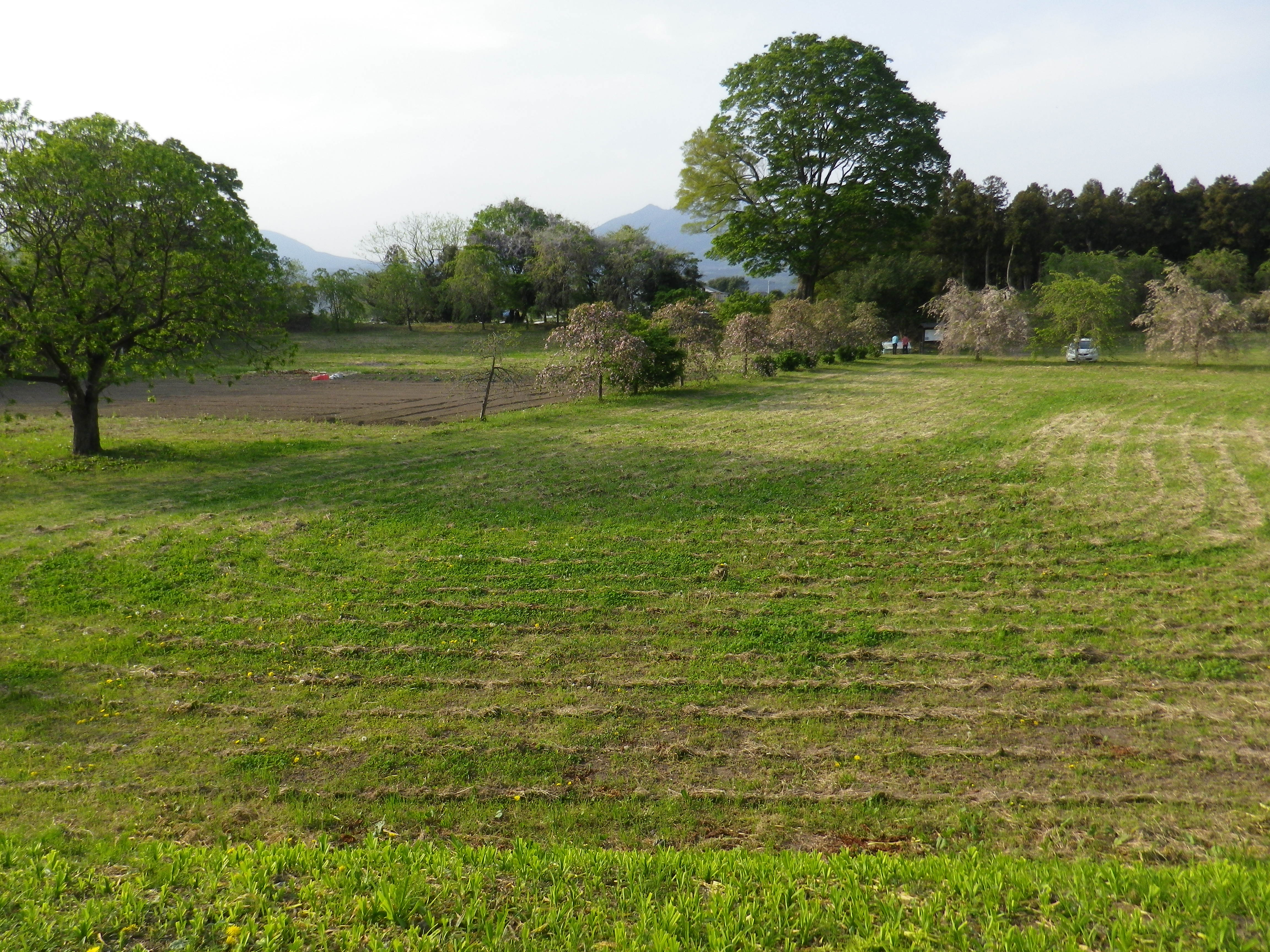
白井まちなみ公園
- 白井城址
- 子持社会体育館
- 白井温泉 こもちの湯
- 群馬県道158号宮田吹屋線
- 利根川
- 吾妻川
- 渋川警察署

- 白井城址